# Arthur Scherbius

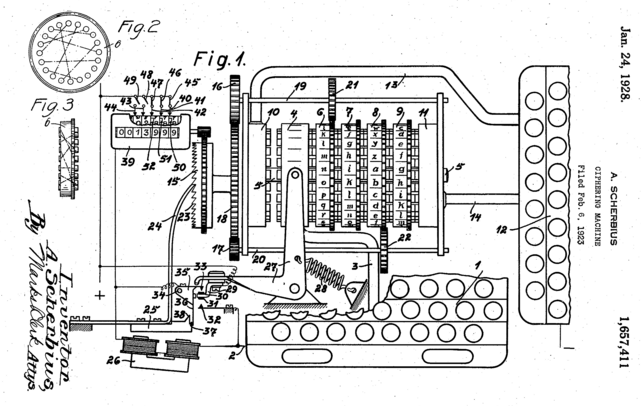
Patent de lEnigma dArthur Scherbius

Arthur Scherbius (Frankfurt am Main, 20 d'octubre de 1878 - 13 de maig de 1929) va ser un enginyer electrònic alemany creador de la Màquina Enigma.
Scherbius nasqué a Frankfurt i estudià electricitat a l'Escola Tècnica de Múnic i posteriorment a l'escola de Hannover, acabant els estudis el 1903.
Va treballar per diverses empreses alemanyes i suïsses abans de fundar la seva pròpia empresa (Scherbius & Ritter). Se li atribueixen algunes invencions, com el piló elèctric i el Motor asíncron, però en el que va treballar més va ser en el Principi de Scherbius de motors asíncrons.
La màquina enigma la va idear en principi per assumptes comercials però en van fer una versió modificada per l'exèrcit nazi.
Morí d'accident de cotxe de cavalls.